# هیروکی ابیساوا
هیروکی ابیساوا (ژاپنی: 海老澤 宏樹؛ زادهٔ ۱۷ مارس ۱۹۸۸) یک بازیکن فوتبال اهل ژاپن است.
از باشگاه‌هایی که در آن بازی کرده‌است می‌توان به باشگاه فوتبال توکیو وردی اشاره کرد.